# L'École de tous les dangers

L'École de tous les dangers (Fortress) est un téléfilm australien réalisé par Arch Nicholson et diffusé le 31 juillet 1986.

## Synopsis
Dans la campagne australienne, une classe entière et leur institutrice sont kidnappés par des hommes armés et masqués. Menés par leur enseignante, les élèves essayent de se sortir de cette situation très périlleuse.

## Fiche technique
- Titre original : Fortress
- Réalisation : Arch Nicholson
- Scénario : Everett De Roche, Gabrielle Lord
- Durée : 90 minutes
- Pays :  Australie

## Distribution
- Rachel Ward : Sally Jones
- Sean Garlick : Sid
- Elaine Cusick : Mrs. O'Brien
- Laurie Moran : Mr. O'Brien
- Marc Aden Gray: Tommy
- Ray Chubb : Publican
- Bradley Meehan : Richard
- Rebecca Rigg : Narelle
- Beth Buchanan : Leanne
- Asher Keddie : Sue
- Anna Crawford : Sarah
- Richard Terrill : Toby
- Vernon Wells : Dabby Duck
- Peter Hehir : le père Noël
- David Bradshaw : Pussy Cat
- Roger Stephen : Mac the Mouse
- Wendy Playfair : la vieille femme
- Ed Turley : le vieil homme
- Nick Waters : sergent Cotter
- Terence Donovan : sergent Mitchell